# بونتوس كارل
بونتوس كارل هو نقاش ورسام سويدي، ولد في 1955 في لوند في السويد.

## وصلات خارجية
- الموقع الرسمي